# Garmin

Garmin Ltd. — американська компанія, виробник GPS-навігаційної техніки.
Компанію було засновано 1989 року в місті Олате, США. Європейське представництво знаходиться у Великій Британії. У Німеччині Garmin Ltd. представляє філія Garmin Deutschland GmbH, розташований у місті Грефельфінг.
Garmin виробляє навігатори для повітряного, автомобільного, мото-та водного транспорту, а також для туристів та спортсменів.
Основні світові представництва GARMIN знаходяться у США, Тайвані та Великій Британії. Станом на 2007 у компанії налічувалось понад 7000 кваліфікованих фахівців по усьому світу.
Пристрої Garmin — лідер в показниках якості прийому супутникового сигналу. [джерело?]

## Карти України для Garmin
- Карта доріг України «НавЛюкс» [Архівовано 3 квітня 2009 у Wayback Machine.] компаній Навіоніка та Люксена
- Автодорожня карта України компанії Аероскан
- КартБланш Україна НТ [Архівовано 2 вересня 2011 у Wayback Machine.] компанії Карт Бланш Україна
- Топографічна карта України компанії Аероскан
- Топографічна карта Криму [Архівовано 13 квітня 2010 у Wayback Machine.]

Сматрфони Garmin-Asus можуть постачатися в Україну з картами на основі картографічного матеріалу як компанії Аероскан, так і компанії Карт Бланш Україна. Компіляцією карт у цьому випадку займається компанія Garmin, відповідно, карти можуть відрізнятися від оригінальних карт цих виробників як за функціональністю, так і за періодичністю та оперативністю оновлень.